# اسپرسی همدانی
اسپرسی همدانی (نام علمی: Hedysarum criniferum) نام یک گونه از سرده اسپرسی است.